# Chroniques d'outre-monde
Chroniques d'Outre-Monde (abrégé COM) est une revue sur les jeux de rôle lancée en mai 1986 qui a eu trois périodes:
- une première jusqu'en avril 1989 (éditeurs Les Tentacules Associés, no 1–8), Aujourd'hui Communication, no 9–15) ;
- une seconde jusqu'à septembre 1992 (éd. Welcome Multimédia, no 16–26).
- une troisième jusqu'à septembre 1993 (éd. IPC Communication, no 27–30).

Au total, trente numéros ont été édités.
Le premier numéro de COM contenait un jeu de rôle complet, développé encore dans les numéros suivants avant parution sous forme classique hors du format de la revue : Trauma.
Le magazine se démarque des autres publications spécialisées de l'époque, comme Casus Belli et Dragon Radieux, par son ton humoristique décalé, plus adulte, moins politiquement correct que les autres, évoquant sans retenue sexe ou violence. Entre autres, le choix d'une illustration pornographique pour un article sur la mythologie viking, qui évoquait un rituel impliquant des pratiques de sexualité de groupe, avait provoqué une polémique à la parution du numéro (no 12, p. 27).

## Les équipes

### Première période
- Directeur de la publication : Guy Dovert.
- Directeur de la publication adjoint : Frédéric Leygonie.
- Comité de rédaction : Dominique Granger, Christian Lehmann, Frédéric Leygonie.
- Secrétaire de rédaction : Sylvie Rodriguez Barc
- Rédacteurs : Dominique Léoni.
- Illustrateur, graphiste, maquettiste : Jean-Charles (Juan) Rodriguez, Pascal Visse.
- Attachée de presse : Véronique Lehmann

### Deuxième période
- Directeur de la rédaction : Marc Martin, Frédéric Grenon-Andreu.
- Rédacteur de chef : Christophe Hacherdol, Eric Minsky.
- Rédacteur en chef adjoint : Laurent Depruneaux.
- Comité de rédaction : Henri Flottes de Pouzols, Bruno Giraudon, Luc Laurens, Jean-Marc Debricon, Charles-Albert Lehalle, Patrick Vanlanghenhoven, Frédéric Laudet.

## Rubriques
- Vu et entendu : Actualités du jeu de rôle
  - Vitrines : Nouvelles parutions de jeux
  - Encre : Nouveautés livres
  - Sillons : Nouveautés musique
  - Bobines : Nouveautés cinéma
- Chroniques d'un jeu : Article de fond sur une double page, consacré à un jeu
- Plaisirs Solitaires : Article « dont vous êtes le héros »
- Chroniquez-vous : Courrier des lecteurs
- Diceman: BD « dont vous êtes le héros »
- Pavé d'outre-monde : Dossier principal du magazine
- Trauma : Aides de jeu et scénarios consacrés au jeu de rôle maison
- Scénarios